# Ernst Posselt
Ernst Karl Ludwig Posselt (* 3. Januar 1838 in Heidelberg; †  21. Februar 1907 in Berlin) war ein deutscher Kaufmann und Kunstsammler.

## Leben
Ernst Posselt war ein Sohn des Universitätsprofessors für Kinderheilkunde Wilhelm Heinrich Posselt (1806–1877). In seiner Jugend besuchte er das Gymnasium in Trarbach an der Mosel. Schon früh interessierte er sich für den kaufmännischen Bereich und ließ sich in Brüssel zum Kaufmann ausbilden. Nach Abschluss dieser Lehre war er für einen kurzen Zeitraum in der Textilbranche in Antwerpen tätig. Kurz darauf zog Posselt nach Bradford, wo er 1858 ein Exportgeschäft gründete und 1870 die englische Staatsbürgerschaft annahm. 1869 heiratete er Johanna Maria Peters (1847–1902) aus Elberfeld, mit der er fünf Kinder hatte. Von 1883 bis 1896 lebte er in Warschau und bis zu seinem Tode in Berlin.
Auf seinen Geschäftsreisen ins Ausland besuchte er auch Russland, wo er schon bald seine geschäftliche Zukunft sah. Er überließ deshalb 1883 die englische Firma seinen Mitarbeitern und übersiedelte in das zum Zarenreich gehörende Warschau. Von dort aus gründete er mehrere Textilfirmen in den Städten Zgierz und Riga.
Die Familienruhestätte  befindet sich auf dem Heidelberger Bergfriedhof in der (Abt. A), dem ältesten Teil des Bergfriedhofes, Eingang Steigerweg. Hier ruhen sein Vater, Wilhelm Heinrich Posselt, und seine Mutter, Grabinschrift im rechten Grabstein. Das mittlere Grabfeld bewahrt die Erinnerung an seinen Großvater, den Apotheker und Abgeordneten im Badischen Landtag Karl Ludwig Posselt (1782 Karlsruhe – 1845 Heidelberg) und seine Ehefrau Karoline, geb. Anderst.

## Der Kunstsammler
Posselts Interesse an der Kunst wurde wahrscheinlich während seiner Jahre in Belgien geweckt. Aber vermutlich erst mit dem Einsetzen des geschäftlichen Erfolges, begann er gezielt zu sammeln. Bei seiner Sammeltätigkeit ließ er sich unter anderem von Wilhelm von Bode beraten. Sein Hauptinteresse galt dabei der Malerei des 17. Jahrhunderts und in erster Linie den flämischen und holländischen Meistern dieser Zeit. Er erwarb aber auch einige wenige deutsche und italienische Bilder. Daneben sammelte er auch Porzellan, Gläser und Violinen.
Nach seinem Tode stifteten seine Kinder die 148 Bilder umfassende Gemäldesammlung seiner Geburtsstadt Heidelberg, wo sie sich heute im Kurpfälzischen Museum befinden.
Zu den gestifteten Bildern gehören Werke von Jan Asselijn: Italienischer Gebirgspass mit ziehendem Volk. um 1640 (Inv.-Nr.: G 5) –  Ludolf Backhuysen: Seestück mit Fischern und Kriegsschiffen. um 1670 (Inv.-Nr.: G 8) –  Nicolaes Pietersz. Berchem: Landschaft mit Wasserfall und arkadischer Staffage. um 1660–1670 (Inv.-Nr.: G 18) – Jan van Bijlert: Bordellszene. um 1650 (Inv.-Nr.: G 516) –  Giovanni Antonio Canal : Ansicht des Canal Grande in Venedig. um 1760 (Inv.-Nr.: G 53) – Giuseppe Maria Crespi: Bußpredigt eines Jesuitenpaters. um 1730 (Inv.-Nr.: G 72) – Aelbert Cuyp: Der Kirchgang. um 1650 (Inv.-Nr.: G 74) – Anthonis van Dyck: Jupiter und Antiope. um 1620 (Inv.-Nr.: G 84) – Gerbrand van den Eeckhout: Das Emmausmahl. um 1650 (Inv.-Nr.: G 1695) – Aert de Gelder: Judah und Joseph mit dem Becher. 1682 (Inv.-Nr.: G 206) – Jan van Goyen: Dorflandschaft. 1633 (Inv.-Nr.: G 210) Landschaft mit Bauernhaus. um 1635 (Inv.-Nr.: G 208); Küstenlandschaft mit bewegter See. (Inv.-Nr.: G 209) – Francesco Guardi: Ansicht von Santa Maria della Salute in Venedig. um 1760–1770 (Inv.-Nr.: G 235) – Willem Claesz. Heda: Frühstücksstillleben. um 1640–1650 (Inv.-Nr.: G 247) – Jan Davidsz. de Heem: Früchtestillleben mit Weinglas. vor. 1635 (Inv.-Nr.: G 250); Stillleben mit Weinkelch, Traube und Hummer. um 1635 (Inv.-Nr.: G 251) – Meindert Hobbema: Kanallandschaft. um 1665 (Inv.-Nr.: G 260) –  Willem Kalf: Stillleben mit Brötchen, Gläsern und zwei Porzellangefäßen. um 1655 (Inv.-Nr.: G 367) – Jan Miense Molenaer: Der Pantoffelraub. um 16750 (Inv.-Nr.: G 745) –  Caspar Netscher: Bildnis einer Dame in rotem Atlaskleid. 1674 (Inv.-Nr.: G 503) – Alessandro Magnasco: Antiker Tempel mit Bänkelsänger. um 1700 (Inv.-Nr.: G 414); Antiker Tempel mit figürlicher Staffage. um 1700 (Inv.-Nr.: G 415) – Jusepe de Ribera: Die Opferung des Isaak. um 1640 (Inv.-Nr.: G 533) – Rachel Ruysch: Blumenstillleben, 1746 (Inv.-Nr.: G 560); Blumenstillleben. 1746 (Inv.-Nr.: G 561) – David Teniers d. J.: Fischer am Strand. um 1640–1650 (Inv.-Nr.: G 683)